# Гран-при Азербайджана
Гран-при Азербайджана (англ. Azerbaijan Grand Prix) — один из этапов чемпионата мира по автогонкам в классе Формула-1. Проводится с 2017 года на городской трассе в Баку. Годом ранее, в 2016 году, гонка на той же трассе прошла под названием Гран-при Европы.

## История

### 2017

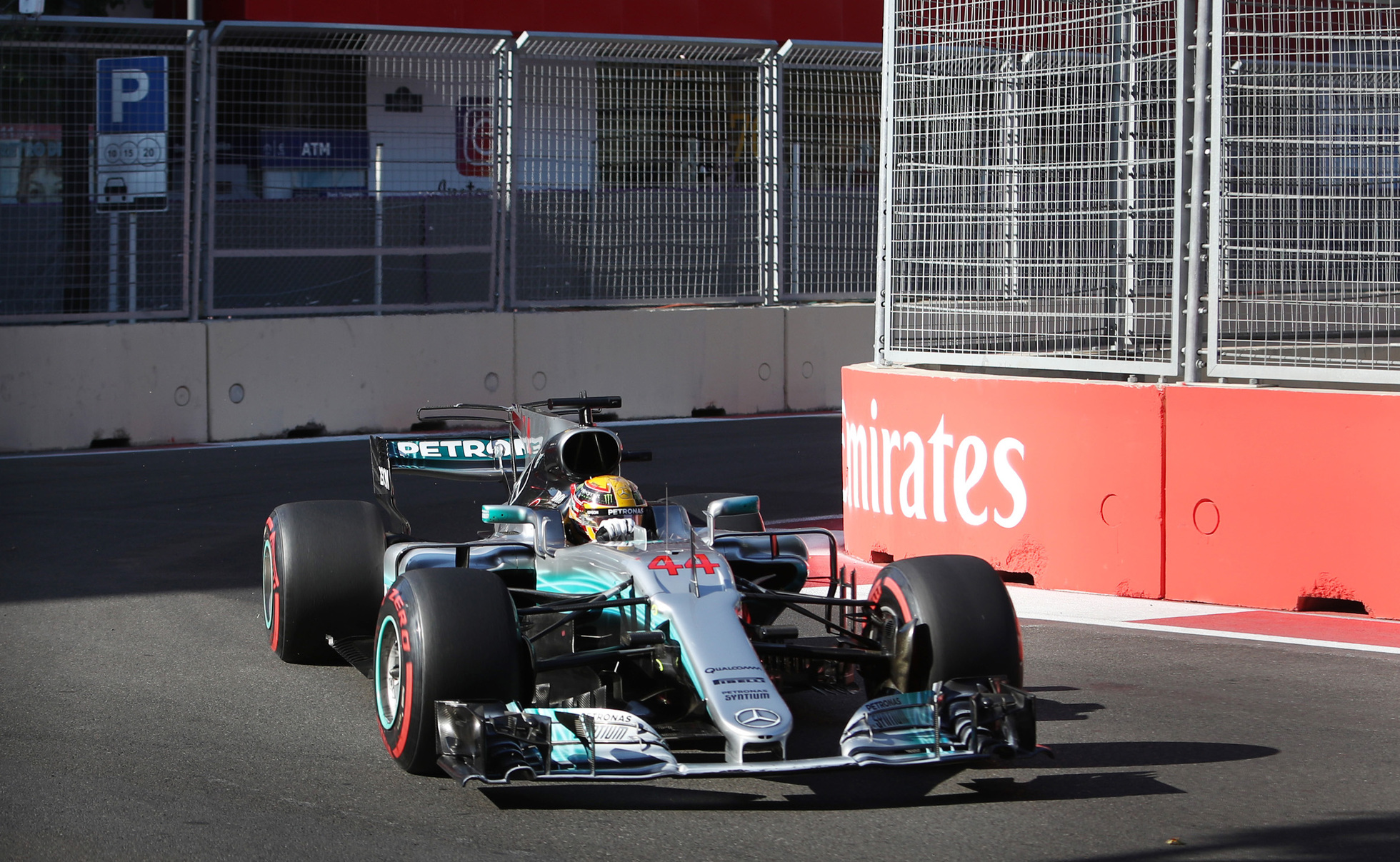
Болид Льюиса Хэмилтона на Гран-при Азербайджана 2017 года

В 2017 году гонка на городской трассе в Баку, за год до этого прошедшая под названием Гран-при Европы, впервые была проведена под названием Гран-при Азербайджана. Гонка проходила с 23 по 25 июня. 
Льюис Хэмилтон из команды Mercedes, проехавший круг в третьей части квалификации за 1:40,593, стартовал в гонке с поул-позиции. Первое место в гонке занял Даниэль Риккардо из команды Red Bull Racing, второе место — Валттери Боттас из команды Mercedes, а третье место — Лэнс Стролл из команды Williams. Быстрый круг установил Себастьян Феттель из команды Ferrari (1:43,441). 

### 2018
В 2018 году Гран-при Азербайджана состоялся с 27 по 29 апреля. Поул-позицию взял Себастьян Феттель из команды Ferrari (1:41,498). Первое место занял Льюис Хэмилтон из команды Mercedes, второе место — Кими Райкконен из команды Ferrari, третье место занял Серхио Перес из команды Force India Mercedes. Быстрый круг установил Валттери Боттас из команды Mercedes (1:45,149).

### 2019

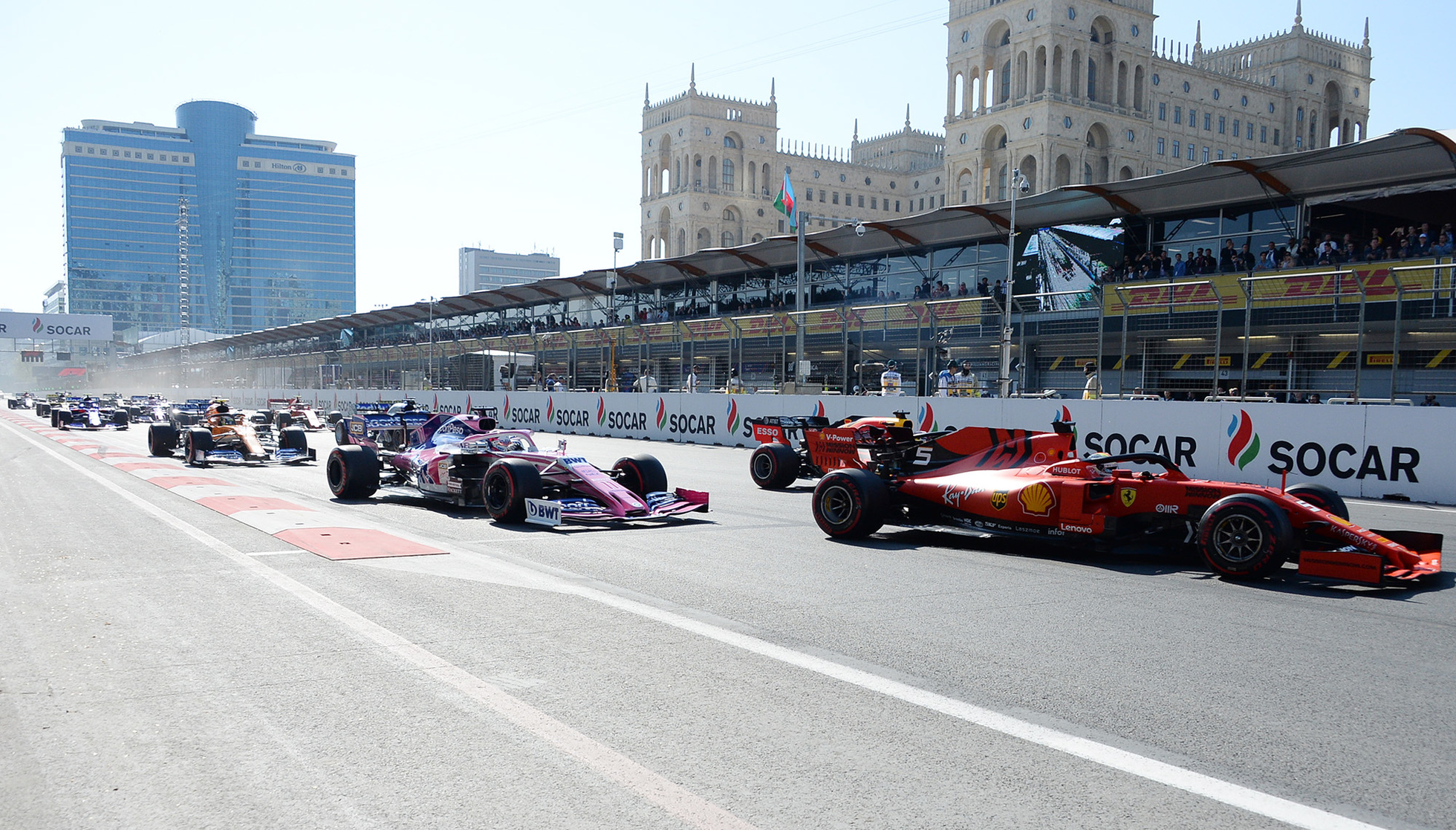
Старт Гран-при Азербайджана 2019 года

Соревнования проходили с 26 по 28 апреля.
В гонке победил стартовавший с поул-позиции Валттери Боттас из команды Mercedes, второе место занял Льюис Хэмилтон из той же команды, а третье место — Себастьян Феттель из команды Ferrari. Быстрый круг установил Шарль Леклер из команды Ferrari (1:43,009).

### 2020
В связи с продолжавшейся пандемией COVID-19, Гран-при Азербайджана 2020 года был отменён. Решение об отмене гоночного уик-энда Формулы-1 в Баку было принято после обсуждений с правительством Азербайджана, руководством Формулы-1 и Международной автомобильной федерацией продолжавшейся, и основывалось на экспертных рекомендациях соответствующих государственных органов.

### 2021
Соревнования проходили с 4 по 6 июня. Гран-при прошёл без зрителей.
Поул-позицию взял Шарль Леклер из команды Ferrari (1:41,498). Победителем гонки стал Серхио Перес из Red Bull, это была первая победа мексиканца в сезоне. Второе место занял Себастьян Феттель из команды Aston Martin, а третье место — Пьер Гасли из команды AlphaTauri. Быстрый круг установил Макс Ферстаппен из команды Red Bull (1:44,481).

### 2022
Гран-при Азербайджана 2022 года проходил 10—12 июня.
Поул-позицию вновь как и в прошлом году выиграл Шарль Леклер из команды Ferrari (1:41,359), что сделало его первым пилотом, который дважды взял поул на Гран-при Азербайджана. 
В гонке победил Макс Ферстаппен из команды Red Bull, вторым финишировал Серхио Перес из той же команды, а третьим — Джордж Расселл из команды Mercedes. Быстрый круг установил Серхио Перес.

### 2023
Гран-при Азербайджана 2023 года прошёл с 28 по 30 апреля 2023 года. На этом Гран-при была проведена первая в Баку спринтерская гонка.
Победителем спринт-квалификации стал пилот Ferrari Шарль Леклер. В спринтерской гонке, ставшей первой в сезоне 2023 года, победил Серхио Перес из команды Red Bull, второе место занял Шарль Леклер, а третье — Макс Ферстаппен из команды Red Bull. Пилот команды Williams Логан Сарджент не принял участие в спринте из-за аварии на квалификации к спринту: команда не успела восстановить его машину.
Поул-позицию основной гонки взял вновь Шарль Леклер. Первым к финишу гонки приехал Серхио Перес, ставший первым гонщиком, дважды победившим на Гран-при Азербайджана. Вторым в гонке стал Макс Ферстаппен, а третьим — Шарль Леклер. Быстрый круг установил Джордж Расселл из команды Mercedes.

### 2024
Гран-при Азербайджана 2024 прошёл с 13 по 15 сентября.  
Шарль Леклер из команды Ferrari в 4-й раз подряд взял поул-позицию на Гран-при Азербайджана.  
В гонке, завершившейся в режиме виртуальной машины безопасности, победил Оскар Пиастри из команды McLaren, вторым финишировал Шарль Леклер, третьим — Джордж Расселл из Mercedes. Быстрый круг был установлен Ландо Норрисом из команды McLaren на 42-м круге гонки. Выступавший за команду Williams пилот Франко Колапинто занял 8-е место, и заработал свои первые очки в карьере в Формуле-1. Оливер Берман, представлявший команду Haas, занял 10-е место, что сделало его первым пилотом за всю историю Формулы-1 заработавшим очки для двух разных конструкторов в своих первых двух Гран-при (ранее, выступив за команду Ferrari на Гран-при Саудовской Аравии 2024 года он занял 7-е место).  
По итогам Гран-при, команда McLaren вышла на первое место в кубке конструкторов, сместив команду Red Bull, непрерывно возглавлявшую кубок конструкторов чемпионата мира Формулы-1 в течение 55 этапов (с Гран-при Испании в сезоне 2022 года).
Гран-при посетило более 76 000 зрителей.

### 2025
Гран-при Азербайджана 2025 пройдёт с 19 по 21 сентября. На трассе будут установлены две дополнительные трибуны. Общее количество мест для зрителей увеличится на 1 500, и составит боле 20 000.

## Критика
За месяц до проведения этапа Формулы-1 в Баку и спустя 2 недели после его окончания, жители города вынуждены страдать от пробок на дорогах, в связи со множественными перекрытыми участками, не рассчитанными на повышенный трафик. Городской наземный транспорт следует особенно избегать в дни самого Гран-при, по причине массовых заторов во всех частях города.
При этом полностью перекрыт въезд в город со стороны некоторых[каких?] районов. Въезд транспорта из соседних городов Азербайджана также ограничен.

## Победители Гран-при Азербайджана

### Пилоты
| Победы | Пилот            | Гран-при   |
| ------ | ---------------- | ---------- |
| 2      | Серхио Перес     | 2021, 2023 |
| 1      | Даниэль Риккардо | 2017       |
| 1      | Льюис Хэмилтон   | 2018       |
| 1      | Валттери Боттас  | 2019       |
| 1      | Макс Ферстаппен  | 2022       |
| 1      | Оскар Пиастри    | 2024       |

### Команды
| Победы | Команда  | Последняя победа |
| ------ | -------- | ---------------- |
| 4      | Red Bull | 2023             |
| 2      | Mercedes | 2019             |
| 1      | McLaren  | 2024             |

### По годам
| Год  | №                                        | Пилот                                    | Конструктор                              | Трасса                                   | Отчёт                                    |
| ---- | ---------------------------------------- | ---------------------------------------- | ---------------------------------------- | ---------------------------------------- | ---------------------------------------- |
| 2017 | 1                                        | Даниэль Риккардо                         | Red Bull-TAG Heuer                       | Баку                                     | Отчёт                                    |
| 2018 | 2                                        | Льюис Хэмилтон                           | Mercedes                                 | Баку                                     | Отчёт                                    |
| 2019 | 3                                        | Валттери Боттас                          | Mercedes                                 | Баку                                     | Отчёт                                    |
| 2020 | Гран-при отменён из-за пандемии COVID-19 | Гран-при отменён из-за пандемии COVID-19 | Гран-при отменён из-за пандемии COVID-19 | Гран-при отменён из-за пандемии COVID-19 | Гран-при отменён из-за пандемии COVID-19 |
| 2021 | 4                                        | Серхио Перес                             | Red Bull-Honda                           | Баку                                     | Отчёт                                    |
| 2022 | 5                                        | Макс Ферстаппен                          | Red Bull-RBPT                            | Баку                                     | Отчёт                                    |
| 2023 | 6                                        | Серхио Перес                             | Red Bull-Honda RBPT                      | Баку                                     | Отчёт                                    |
| 2024 | 7                                        | Оскар Пиастри                            | McLaren-Mercedes                         | Баку                                     | Отчёт                                    |